# Туканов мустакат кълвач
Тукановият мустакат кълвач (Semnornis ramphastinus) е вид птица от семейство Semnornithidae. Видът е почти застрашен от изчезване. Включен е в приложение III на CITES и Приложение С на Регламент (ЕО) № 338/97.

## Разпространение и местообитание
Разпространен е в Еквадор и Колумбия.